# 利克縣 (密西西比州)
利克縣（英語：Leake County）是美國密西西比州中部的一個縣。面積1,516平方公里。根据美國2000年人口普查，共有人口20,940人。縣治迦太基（Carthage）。
利克縣成立於1833年12月23日。縣名紀念聯邦參議員、州長沃爾特·利克（Walter Leake）。